# За моїм вікном
«За моїм вікном» — третій альбом репера Артема Лоїка. Виданий 2016 року лейблом HitWonder. Загальна тривалість композицій становить 46:45. Альбом відносять до напрямку хіп-хоп.
Перший україномовний альбом Артема Лоїка. На одну пісню з альбому було відзнято відеокліп — «Остання».

## Список композицій
| #   | Назва                                           | Тривалість |
| --- | ----------------------------------------------- | ---------- |
| 1.  | «Перша»                                         | 3:01       |
| 2.  | «Країна»                                        | 3:41       |
| 3.  | «Довічне»                                       | 3:33       |
| 4.  | «За моїм вікном» (при участі гурту НастроЙ)     | 3:45       |
| 5.  | «15»                                            | 3:43       |
| 6.  | «Лоік рве вас всіх»                             | 3:18       |
| 7.  | «Суд Лінча»                                     | 3:57       |
| 8.  | «Назавжди»                                      | 3:39       |
| 9.  | «На українській»                                | 3:26       |
| 10. | «Ні війні»                                      | 4:52       |
| 11. | «Набої» (при участі гурту Mountain Breeze)      | 2:59       |
| 12. | «Мене не буде там» (за участі Наталії Шевченко) | 3:35       |
| 13. | «Остання»                                       | 3:11       |

## Музиканти
- Артем Лоїк — вокал

Запрошені музиканти
- НастроЙ — вокал («За моїм вікном»)
- Mountain Breeze — вокал («Набої»)
- Наталія Шевченко — вокал («Мене не буде там»)